# Міністерство народної освіти Української РСР
Міністерство народної освіти Української РСР — союзно-республіканське міністерство, утворене Указом Президії Верховної ради Української РСР від 6 липня 1988 року № 6143-XI «Про утворення союзно-республіканського Міністерства народної освіти Української РСР».
При утворенні міністерства були ліквідовані Міністерство освіти Української РСР і Державний комітет Української РСР по професійно-технічній освіті.

## Історія державних органів управління освітою України/Української РСР
- Народнє секретарство освіти (1917—1918), м. Харків, з 12.02.1918 р. — м. Київ, з 27.02.1918 р. — м. Полтава, з 12.03.1918 р. — м. Катеринослав, з 22.03.1918 р. — м. Таганрог
- Відділ освіти при Тимчасовому робітничо-селянському уряді України, м. Харків (1918—1919)
- Народній комісаріят освіти Української СРР (1919—1919), м. Харків, з 21.03.1919 — м. Київ, з серпня 1919 р. — м. Чернігів
- Комісія освіти при Всеукраїнському Революційному комітеті, м. Харків (1919—1920)
- Народній комісаріят освіти УСРР (з 1933 року – Народний комісаріат освіти УСРР/УРСР) (1920—1946), м. Харків, з 1935 р. — м. Київ
- Міністерство освіти УРСР (1946—1988), м. Київ
- Міністерство народної освіти УРСР/України (1988—1992), м. Київ
- Міністерство освіти України (1992—1999), м. Київ[2]
- Міністерство освіти і науки України (1999—2010)
- Міністерство освіти і науки, молоді та спорту України було утворене 9 грудня 2010 року шляхом об'єднання Міністерства освіти і науки України та Міністерства України у справах сім'ї, молоді та спорту[3].
- Міністерство освіти і науки, молоді та спорту України було розділено 28 лютого 2013 року на Міністерство освіти і науки України та Міністерство молоді та спорту України[4].

## Наркоми освіти УСРР
- Затонський Володимир Петрович (1917—1918)
- Врублевський Микола Євтихійович (1918—1918)
- Затонський Володимир Петрович (1919—1919)
- Михайличенко Гнат Васильович (1919—1919)
- Шумський Олександр Якович (1919—1919)
- Затонський Володимир Петрович (1919—1920)
- Гринько Григорій Федорович (1920—1922)
- Затонський Володимир Петрович (1922—1924)
- Шумський Олександр Якович (1924—1927)
- Скрипник Микола Олексійович (1927—1933)
- Затонський Володимир Петрович (1933—1937)

## Наркоми освіти УРСР
- Затонський Володимир Петрович (1933—1937)
- Хоменко Григорій Семенович (1938—1938)
- Редько Федір Андрійович (1939—1940)
- Бухало Сергій Максимович (1940—1943)
- Тичина Павло Григорович (1943—1946)

## Міністри освіти УРСР
- Тичина Павло Григорович (1946—1948)
- Савчук Микола Панасович (1948—1949)
- Пінчук Григорій Павлович (1949—1957)
- Білодід Іван Костянтинович (1957—1962)
- Бондар Алла Григорівна (1962—1967)
- Удовиченко Петро Платонович (1967—1971)
- Маринич Олександр Мефодійович (1971—1979)
- Фоменко Михайло Володимирович (1979—1990)
- Зязюн Іван Андрійович (1990—1991)